# Serrilla
Serrilla es una localidad española, perteneciente al municipio de Matallana de Torío, en la provincia de León y la comarca de la Montaña Central, en la Comunidad Autónoma de Castilla y León. 
Situado sobre el Arroyo de Muedra, afluente del Río Torío.
Los terrenos de Serrilla limitan con los de Vegacervera al norte, Villalfeide al noreste, Correcillas al este, Matallana de Torío al sureste, Naredo de Fenar al sur, Robledo de Fenar, Orzonaga y Llombera al suroeste, Santa Lucía de Gordón, Ciñera y La Vid de Gordón al oeste y Villar del Puerto, Valle de Vegacervera y Coladilla al noroeste.